# Suvo Polje
Suvo Polje är en sänka i Bosnien och Hercegovina.   Den ligger i entiteten Federationen Bosnien och Hercegovina, i den västra delen av landet, 190 km nordväst om huvudstaden Sarajevo.
I omgivningarna runt Suvo Polje växer i huvudsak lövfällande lövskog. Runt Suvo Polje är det ganska tätbefolkat, med 93 invånare per kvadratkilometer.